# 李東華 (嘉靖進士)
李東華（1522年—？），字景曉，號暘池，江西南昌府豐城縣湖茫人，民籍，明朝政治人物。官至禮科都給事中。

## 生平
嘉靖二十五年（1547年）丙午科江西鄉試第六十四名舉人，三十二年（1553年）中式癸丑科會試第四十一名，三甲第一名進士。刑部觀政，授太常寺博士，三十五年（1556年）六月考選工科給事中，三十六年（1557年）十月升吏科右給事中，升兵科左給事中，三十九年（1560年）五月升禮科都給事中。

## 家族
曾祖李煥，教諭；祖父李黼；父李恩。母涂氏。弟李東苹。
子李翔龍、李右諫，李東苹子李右讜。